# ويليام غرانت (فلاح)
ويليام غرانت (بالإنجليزية: William Grant)‏ هو فلاح نيوزيلندي، ولد في 1843 في Contin ‏ في المملكة المتحدة، وتوفي في 1910 في تيمارو ‏ في نيوزيلندا.